# Alpago
Alpago est une commune italienne de 6 741 habitants située dans la province de Belluno dans la région de la Vénétie dans le nord-est de l'Italie.
Cette entité, dont la création date du 23 février 2016, est la conséquence de la fusion des communes de Farra d'Alpago, Pieve d'Alpago et Puos d'Alpago.